# روح‌الله
روح‌الله به معنای روحی از جانب خدا و روحی خدایی است. «روح‌الله» از صفات عیسی بن مریم است.

## روح‌الله در قرآن
«روح‌الله» از ویژگی‌های مسیح است، که در قرآن به آن اشاره شده‌است: «همانا مسیح، عیسی پسر مریم، فرستاده خداوند و کلمه اوست که به مریم القا نمود، و روحی است از جانب او.».
در تفاسیر قرآن آمده‌است که وقتی از جعفر بن محمد الصادق درباره «رُوحٌ مِنْهُ» سؤال شد، او پاسخ داد: «مقصود روح خداست که خداوند آن را در آدم و عیسی علیهما السلام قرار داد.» چنان‌که در جای دیگر قرآن، آفرینش عیسی را به آفرینش آدم تشبیه نموده، و می‌گوید: «به یقین داستان عیسی [در چگونگی آفرینش] در نزد خداوند همچون داستان آدم است که او را از خاک آفرید سپس به او گفت: (انسان زنده) باش، پس شد.»
همچنین در مورد مراحل پیدایش انسان، در قرآن آمده‌است: «... خداوند [با خلقت حضرت آدم] آفرینش انسان را از گِل آغاز کرد؛ سپس نسل او را از عصاره‌ای از آب ناچیز و بی‌قدر آفرید؛ سپس [اندام] او را موزون ساخت و از روح خویش در وی دمید.»
چنان‌که تفاسیر قرآن بیان داشته‌اند، اضافه "روح" به "خدا" به اصطلاح "اضافه تشریفی" است، یعنی یک روح گرانقدر و پر شرافت که سزاوار است روح خدا نامیده شود در انسان دمیده شد.

## روح‌الله در روایات
درحدیث‌های بسیاری از شیعه و سنی، روح‌الله صفت عیسی بن مریم ذکر شده‌است. در زیارت‌نامه‌های شیعیان، عبارت «عیسی روح الله» بارها به کار رفته‌است.